# Comuna Svitle, Djankoi
Svitle (în ucraineană Світле) este o comună în raionul Djankoi, Republica Autonomă Crimeea, Ucraina, formată din satele Blahodatne și Svitle (reședința).

## Demografie
Componența lingvistică a comunei Svitle
     Rusă (82,53%)
     Ucraineană (14,33%)
     Tătară crimeeană (1,91%)
     Alte limbi (0,64%)
Conform recensământului din 2001, majoritatea populației comunei Svitle era vorbitoare de rusă (82,53%), existând în minoritate și vorbitori de ucraineană (14,33%) și tătară crimeeană (1,91%).